# 24. Marineflakregiment
Het 24. Marineflakregiment was een Duitse militaire eenheid in de Tweede Wereldoorlog. De eenheid werd in december 1941 opgericht. Tijdens haar gehele bestaan was het gestationeerd in Brest, waar het voornamelijk belast werd met de bescherming van de haven tegen luchtaanvallen. In april 1943 werd de eenheid omgevormd tot de III. Marineflakbrigade.
Het 24. Marineflakregiment was onderdeel van het Seekommandant Bretagne, dat weer onder de Marinebefehlshaber Westfrankreich viel. 

## Commandanten
- Kapitän zur See Eugen Richter (december 1941 - april 1943)

## Samenstelling
- Marineflakabteilung 803 (mot.)
- Marineflakabteilung 804 (mot.)
- Marineflakabteilung 805 (mot.)
- Marineflakabteilung 811
- 3. Marinenebelabteilung
- 4. Marinenebelabteilung